# Джалеби
Джалеби е популярен вид сладка храна разпространена в Южна и Западна Азия и Северна и Източна Африка. Прави се от изпържена в горещо олио смес от във формата на брецел или кръг, което после се покрива в захарен сироп. Този сладкиш е най-популярен в Индия и Иран.
Десертът може да се сервира топъл или студен и има дъвчаща форма с кристализирана захарна обвивка. Понякога към сиропа се добавя лимонена киселина или сок от лимони, както и розова вода. Джалеби обикновено се яде с извара или други млечни продукти.
Джалеби не бива да се бърка с други подобни сладкиши като имарти и хена джалеби.
Смята, се че произлиза от подобно ястие идващо от Западна Азия. Вероятно името идва от арабската дума зулабия или персийската золбия. В християнските общности в Западна Азия се сервира на Теофания често със захар или кимион. В Иран, където е познато като золбия, джалеби се раздава на бедните по време на Рамадан. Открити са подробни рецепти за джалеби от готвач от 10 век. Съществуват и няколко рецепти датиращи от 13 век, най-популярната идваща от готварска книга на Мохамед бин Хасан Ал Багдади.
Сладкишът пристига в Средновековна Индия от персийско говорещи тюркски народи. През 15 век джалеби е известно като Кундалика или Джалавалика.
В Афганистан е известно като популярна закуска и се приготвя във всички провинции на страната. В Кабул някои сладкарници го произвеждат всекидневно в големи количества за целия град и близките зони. Когато мъж и жена се сгодят, семейството на мъжа носи риба и джалеби на семейството на жената за да отпразнуват връзката им.
В Левант и страните от Близкия Изток джалеби е известно като залабия, а в Малдивите като зилеби. В Алжир, Либия и Тунис е познато като злебия или злабия.
В Иран е познато като золбия и освен, че се поднася с мед и захар, често се подправя и с шафран и розова вода. В Индия джалеби се сервира с кондензирано мляко, рабри или качори, а в северната част на страната и със зеленчуково къри.

## Галерия
- Джалеби на пазар в Иран
- Приготвяне на джалеби в Западна Бенгалия
- Индийски десерт подобен на джалеби – имарти
- Джалеби поднесени с млечен продукт – рабри
- Джилапи в Бангладеш, често се консумира като мезе и много често се използва като снакс на различни партита